# Lac de Belledonne
Le lac de Belledonne est un lac de montagne situé à 2 163 mètres d'altitude sous le Grand pic de Belledonne, sur le versant Sud de la chaîne de Belledonne. Il a une superficie d'environ 1,85 ha.
Le lac déverse son trop-plein d’eau dans le ruisseau du Molard, qui se jette ensuite dans l'Eau d'Olle, puis dans le Barrage du Verney (retenue du barrage d'Allemond).